# Cserge-patak
A Cserge-patak a Börzsönyben ered, Pest vármegyében, mintegy 440 méteres tengerszint feletti magasságban. A patak forrásától kezdve északi, majd északnyugati irányban halad, majd eléri az Ipolyt.

## Part menti települések
- Nagybörzsöny
- Ipolytölgyes